# Temistije
Temistije (317. – 390.), grčki filozof.
Djelovao je u Carigradu i pozivao se na Aristotela kao duhovnog učitelja, no ipak se u njegovu filozofiranju prepoznaju jaki utjecaji Platonovog učenja. Sukladno kasnom platonizmu i filozofiju je definirao kao napor kojemu je cilj biti što sličniji Bogu.